# Конвой H-25
Конвой H-25 — японський конвой часів Другої світової війни, проведення якого відбувалось у травні 1944-го.
H-25 належав до серії конвоїв, які в 1943—1944 роках ходили між важливим транспортним хабом у Манілі та островом Хальмахера зі складу Молуккського архіпелагу (північний схід Нідерландської Ост-Індії), який, зокрема, відігравав важливу роль у постачанні японських сил на заході Нової Гвінеї.
До складу конвою увійшли транспорти «Маншу-Маур», «Пекін-Мару», «Яманагі-Мару», «Широтає-Мару» (Shirotae Maru), «Курогане-Мару», «Цусіма-Мару» (Tsushima Maru), «Кеннічі-Мару» та «Фукуйо-Мару», тоді як охорону забезпечував патрульний корабель PB-103.
9 травня 1944-го загін вийшов з Маніли. Хоча його маршрут пролягав через кілька районів, де традиційно патрулювали ворожі підводні човни, цього разу операція пройшла без інцидентів і 15 травня конвой досягнув затоки Кау на острові Хальмахера.